# Cattedrale della Dormizione (Vladimir)
La cattedrale della Dormizione (in russo Успенский собор?) è la chiesa più importante della città di Vladimir, in Russia. Durante il medioevo fu la chiesa madre del Principato di Vladimir-Suzdal' e, in seguito, servì da modello per la costruzione di altre chiese, come la cattedrale della Dormizione di Mosca. È uno dei pochi edifici a conservare ancora le icone e gli affreschi realizzati dal monaco, pittore e santo Andrej Rublëv.
Oltre a fungere da cattedrale dell'eparchia di Vladimir e Suzdal', ospita al proprio interno un museo statale. Dal 1992 fa parte della lista dei patrimoni dell'umanità UNESCO insieme agli altri edifici conosciuti con il nome di "monumenti bianchi di Vladimir e Suzdal'".

## Storia e descrizione
La prima chiesa in pietra bianca fu costruita tra il 1158 ed il 1160 per volere del principe Andrea Bogoljubskij. L'edificio fu consacrato alla ricorrenza della Dormizione di Maria e fu costruito utilizzando materiali calcarei di altissima qualità. Con i suoi 32 metri di altezza, la nuova chiesa risultava essere più imponente della cattedrale di Santa Sofia di Kiev e di quella di Novgorod. Nella costruzione furono impegnati artisti provenienti dai luoghi più disparati.
Nel 1185 Vladimir fu colpita da un gravissimo incendio che distrusse 32 delle sue chiese. La cattedrale della Dormizione non subì la stessa sorte, ma rimase comunque seriamente danneggiata. Il principe Vsevolod III decise non solo di sottoporla a lavori di riparazione, ma di ampliarne notevolmente le dimensioni, allo scopo di riflettere l'aumento di prestigio politico e religioso della città di Vladimir e del principato di cui era capitale. Tra gli interventi più importanti vi furono il rafforzamento delle mura e l'aggiunta di 4 cupole a quella preesistente.

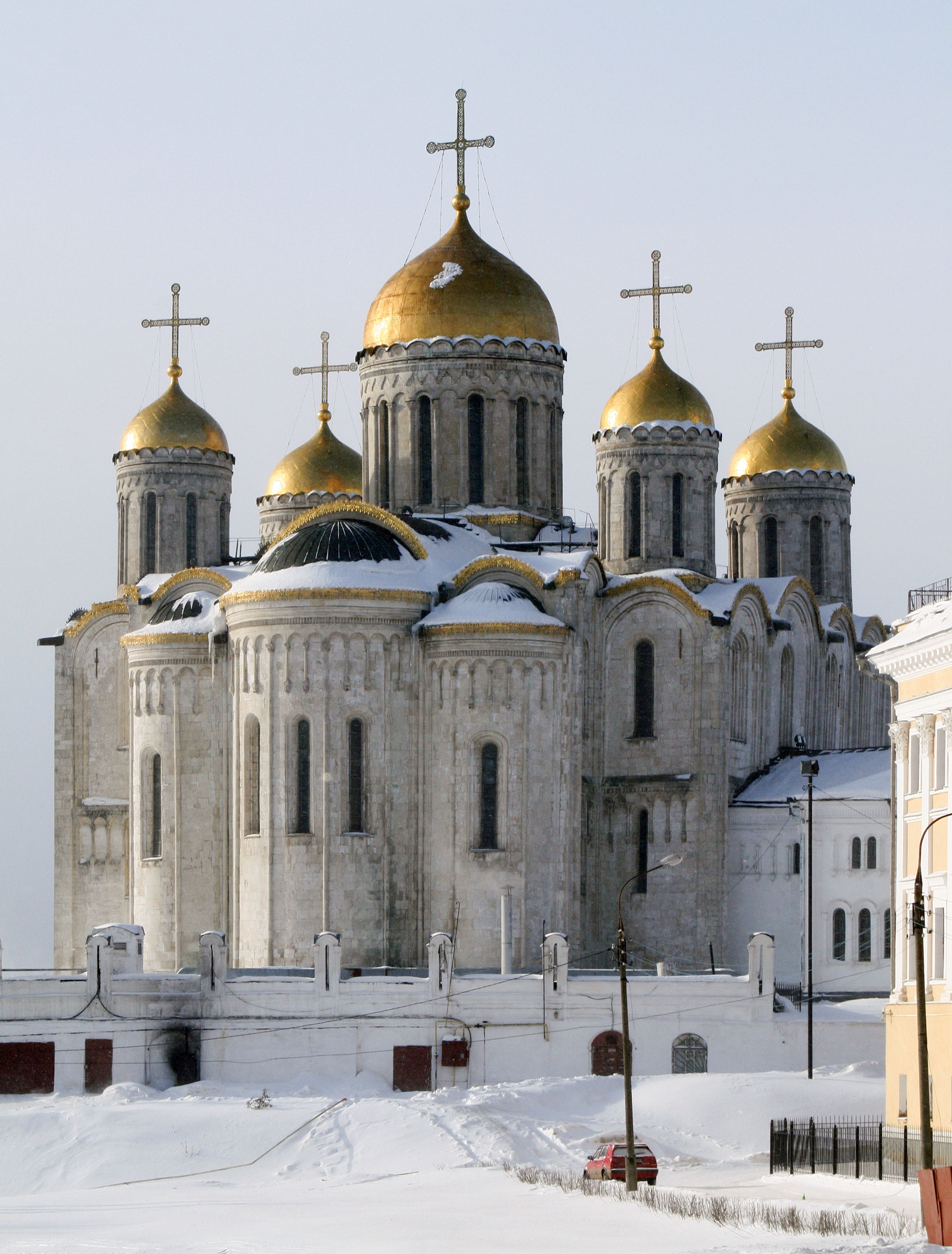
La cattedrale nel 2008

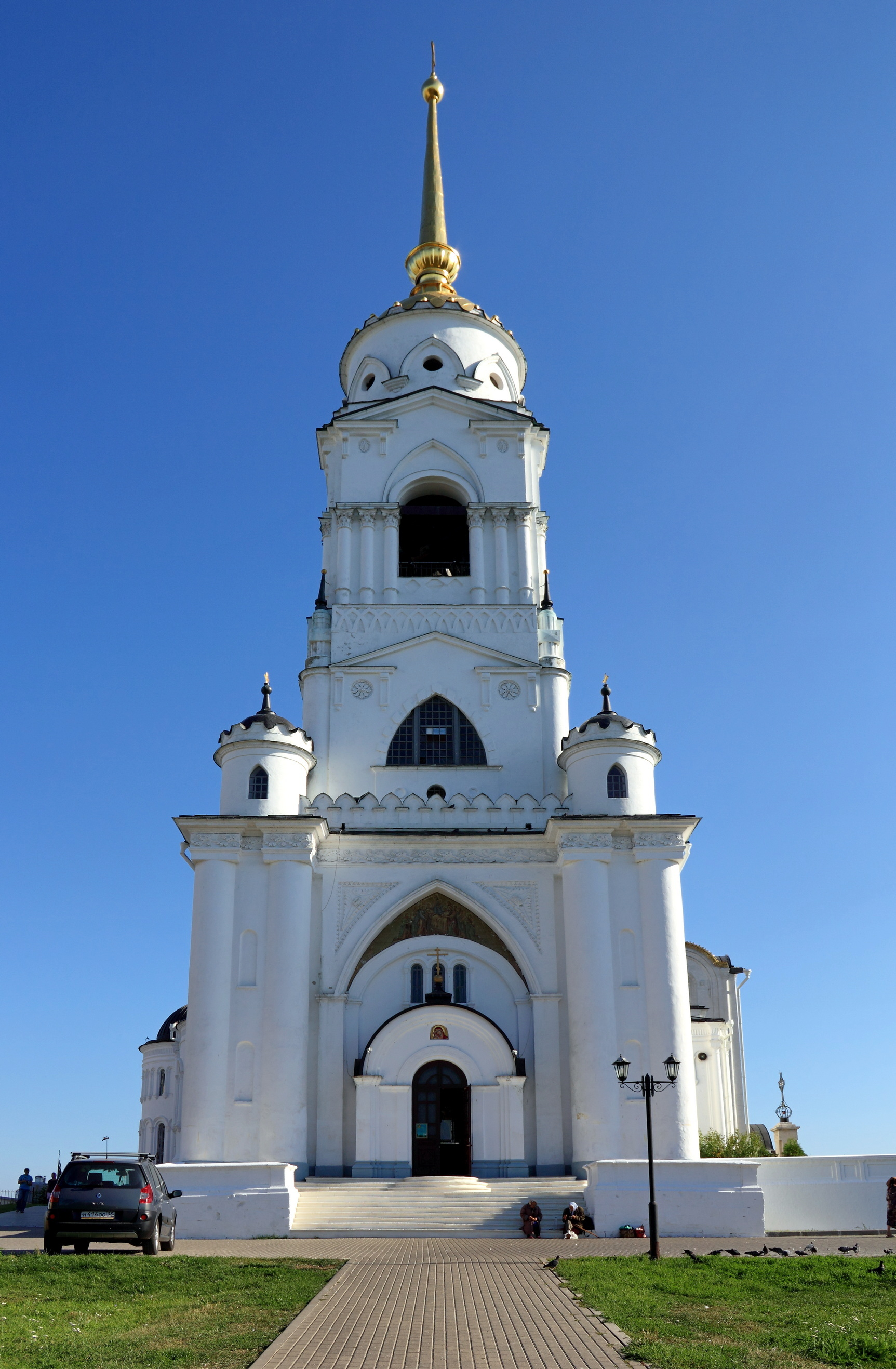
La torre campanaria

La cattedrale ricostruita divenne una delle costruzioni più solenni dell'architettura russa. Coprendo un'estensione di 1.178 metri quadri, acquisì il primato di più grande chiesa sorta in territorio russo e lo mantenne per i successivi 400 anni. Oltre ad ospitare le spoglie mortali dei principi Andrea Bogoljubskij e Vsevolod III, nella sua cripta furono seppelliti anche gli altri sovrani del principato di Vladimir-Suzdal'. A differenza di molte altre chiese della città, la cattedrale della Dormizione sopravvisse al saccheggio ed al successivo incendio del 1239, quando le orde mongole di Batu Khan entrarono in possesso della capitale.
Nel 1410 la città e la cattedrale subirono un altro terribile saccheggio ad opera dei tatari guidati da Edigu. Quest'episodio è riportato anche nel celebre film Andrej Rublëv del regista Andrej Tarkovskij. Il film narra le vicende della vita del più grande pittore russo di icone, il monaco canonizzato nel 1988 Andrej Rublëv. Costui nel 1408, insieme a Daniil Čërnyj, realizzò degli affreschi all'interno del tempio ancora visibili, sebbene parzialmente. Il più noto è il famoso "Giudizio universale".
Nel 1810 fu eretta una grande torre campanaria che combina influenze architettoniche di varia natura, come quella gotica e quella neoclassica. Nel 1862 fu costruita una cappella dotata di un sistema di riscaldamento e consacrata a San Giorgio. Alla fine del XIX secolo la cattedrale fu soggetta ad un massiccio intervento di restauro volto a restituirle l'aspetto originario. Nel corso del XX secolo furono intraprese varie opere di conservazione dell'edificio. Uno degli interventi più importanti fu realizzato tra la fine degli anni settanta e l'inizio degli anni ottanta. In particolare, esso si configurò nella pulizia delle cupole e delle mura bianche della cattedrale, nonché nella risoluzione di alcuni problemi causati dall'umidità.
L'edificio fu chiuso al culto nel 1927, a causa della politica atea perseguita dalle autorità sovietiche. Tuttavia, nel 1944 tornò ad ospitare cerimonie religiose, grazie al fatto che Stalin alleviò le disposizioni più restrittive, poiché aveva bisogno del sostegno della Chiesa ortodossa russa nella guerra contro la Germania nazista.
L'interno della cattedrale è ricco di fascino e solennità. La sezione centrale dell'edificio, sormontata da una grande cupola, ha un aspetto maestoso ed è illuminata dalla presenza di ben dodici finestre. L'iconostasi barocca contenente un centinaio di icone è stata realizzata nel 1774, in sostituzione ad una risalente al tempo di Andrej Rublëv, le cui icone furono portate nel 1922 presso la Galleria Tret'jakov di Mosca ed il Museo di Stato Russo di Leningrado, su iniziativa dell'artista Igor Grabar. L'edificio è noto anche per aver ospitato una delle icone più venerate dai fedeli ortodossi, cioè la Theotokos di Vladimir. Secondo la tradizione, i cavalli che trasportavano l'icona, si fermarono vicino a Vladimir e si rifiutarono di andare avanti. Il popolo interpretò l'episodio come un segno secondo cui la Vergine Maria voleva rimanere nella città e proprio per questo sarebbe stata costruita la cattedrale.
Dall'edificio è possibile ammirare un ampio panorama della riva destra del fiume Kljaz'ma.
Nella cattedrale si trovano le reliquie di Gleb Andreevič, patrono della città di Vladimir.

## Galleria d'immagini

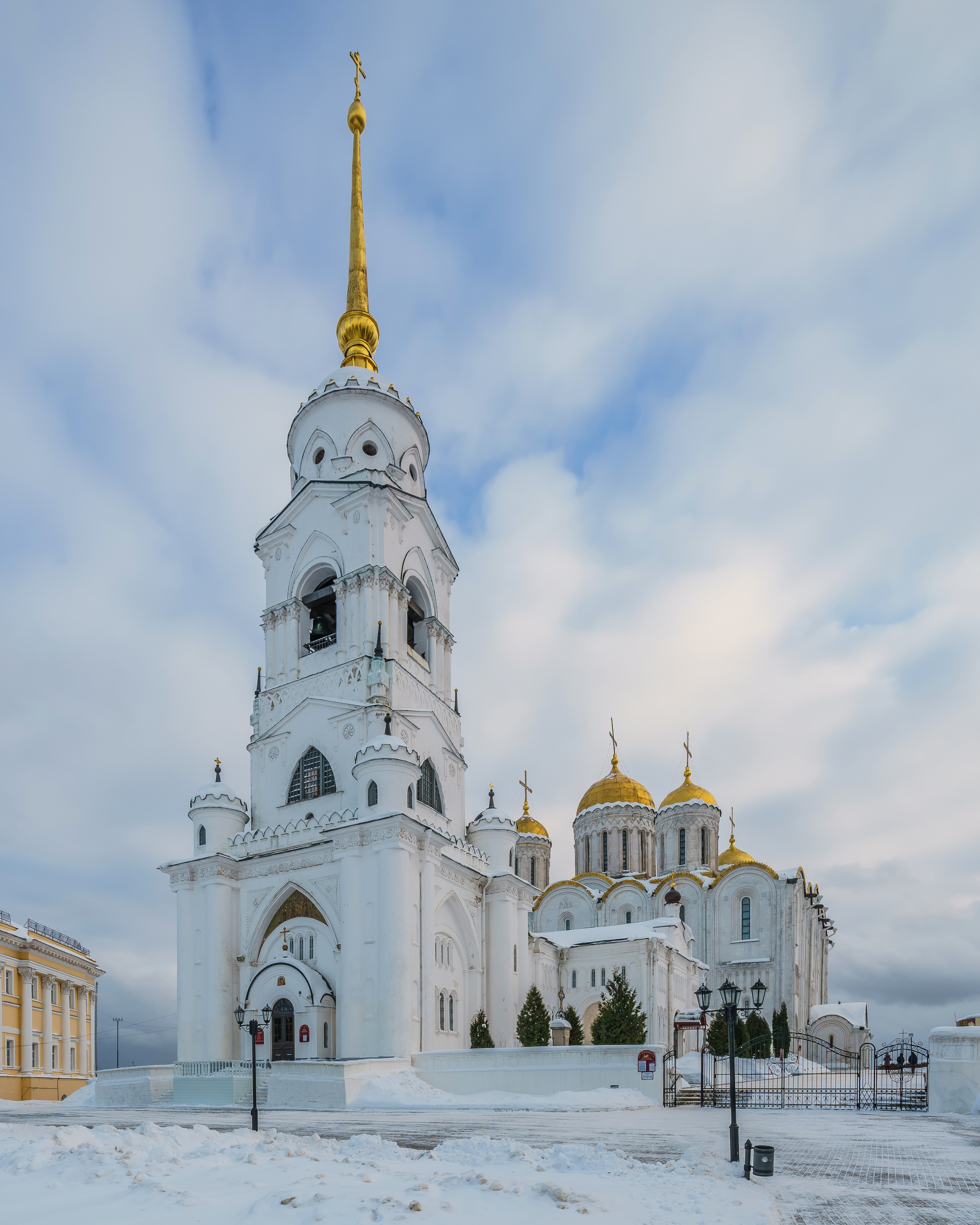
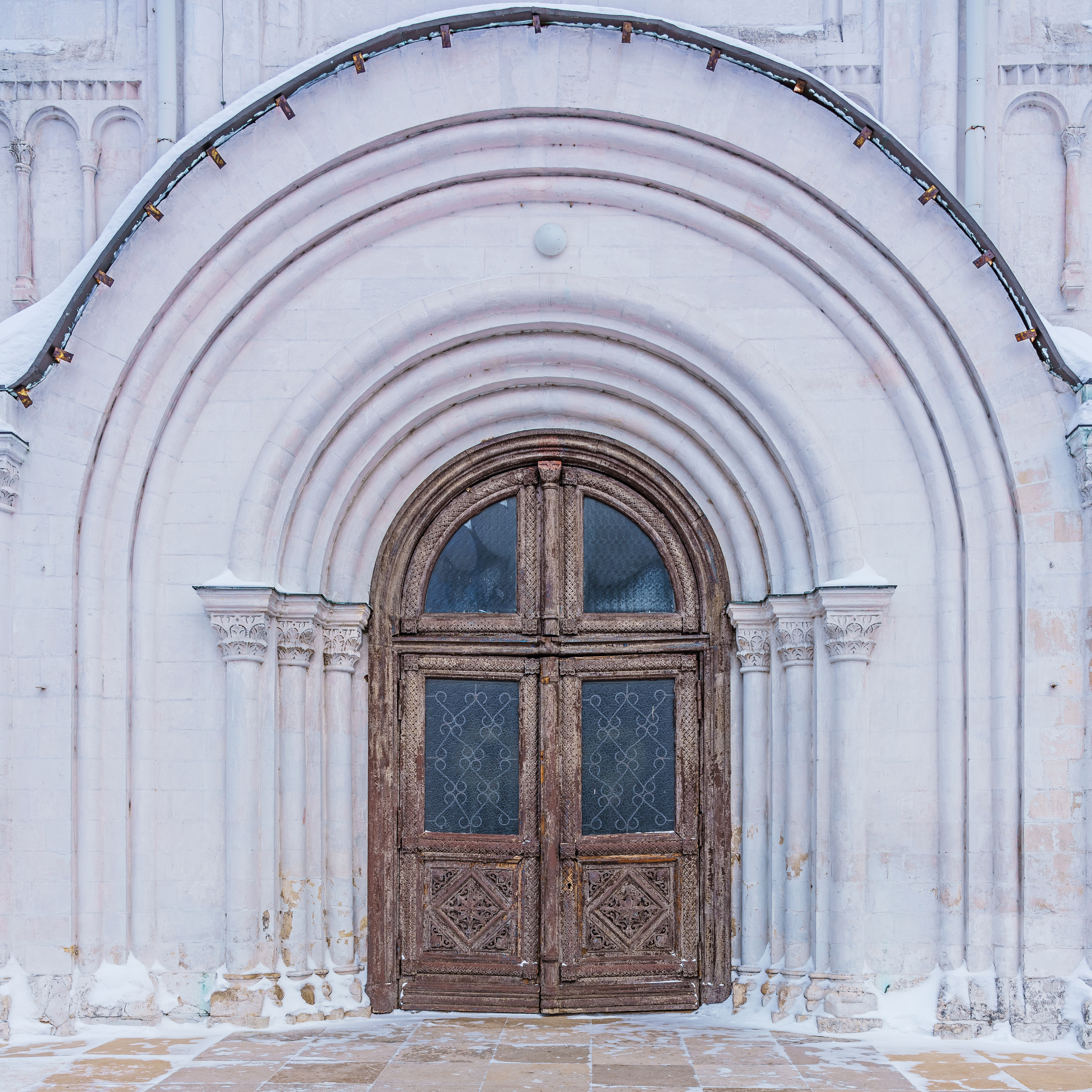
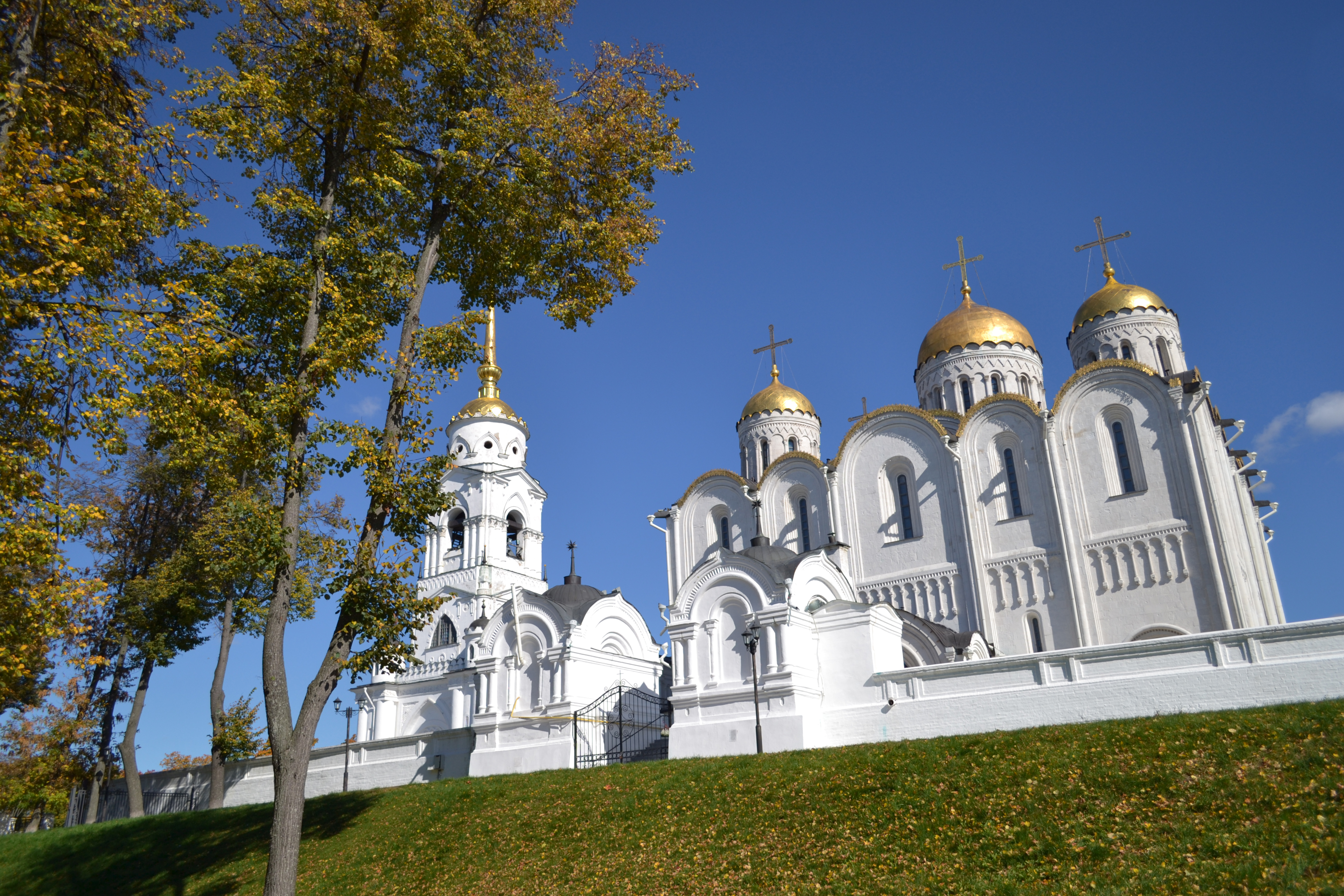
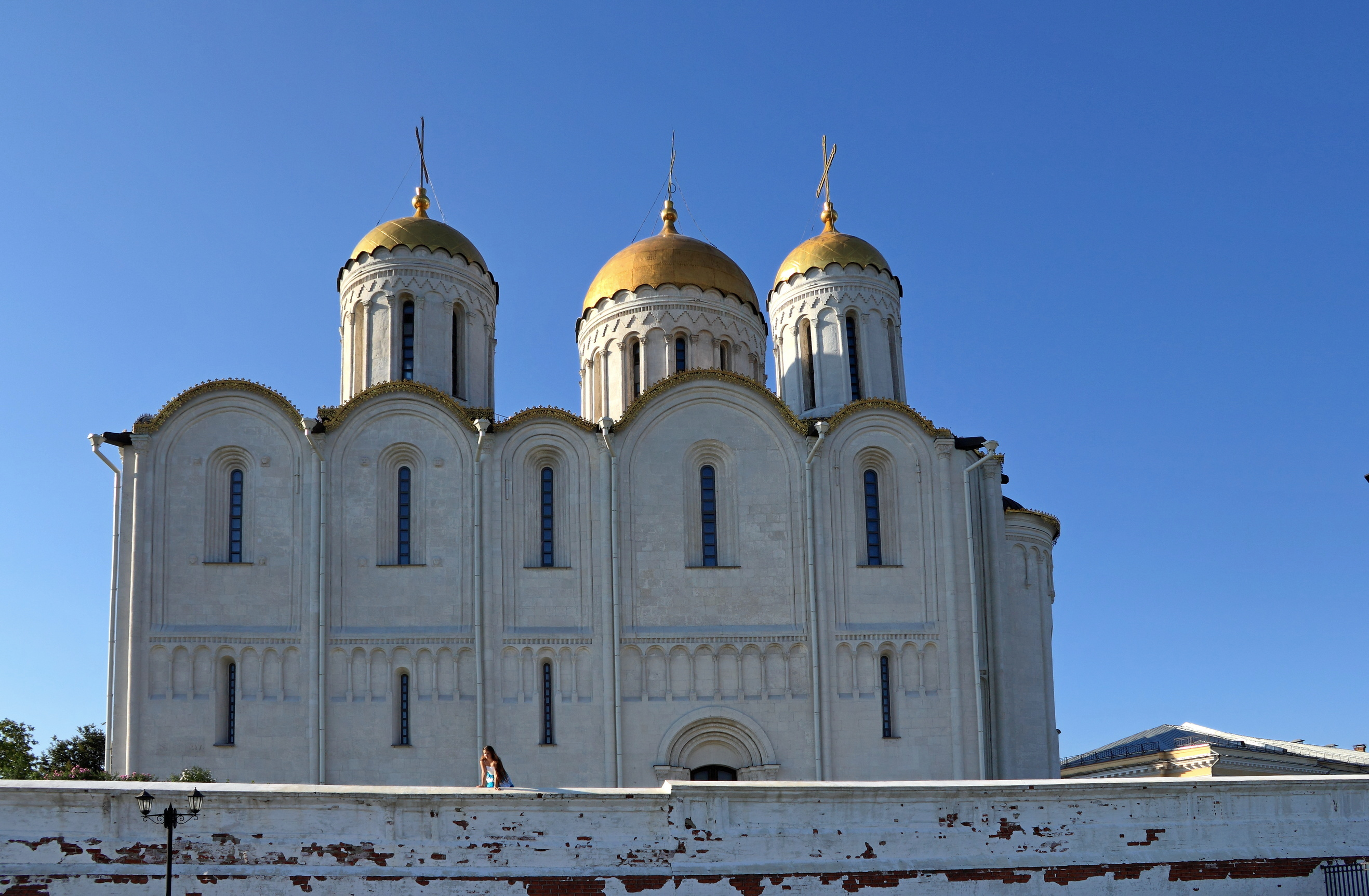
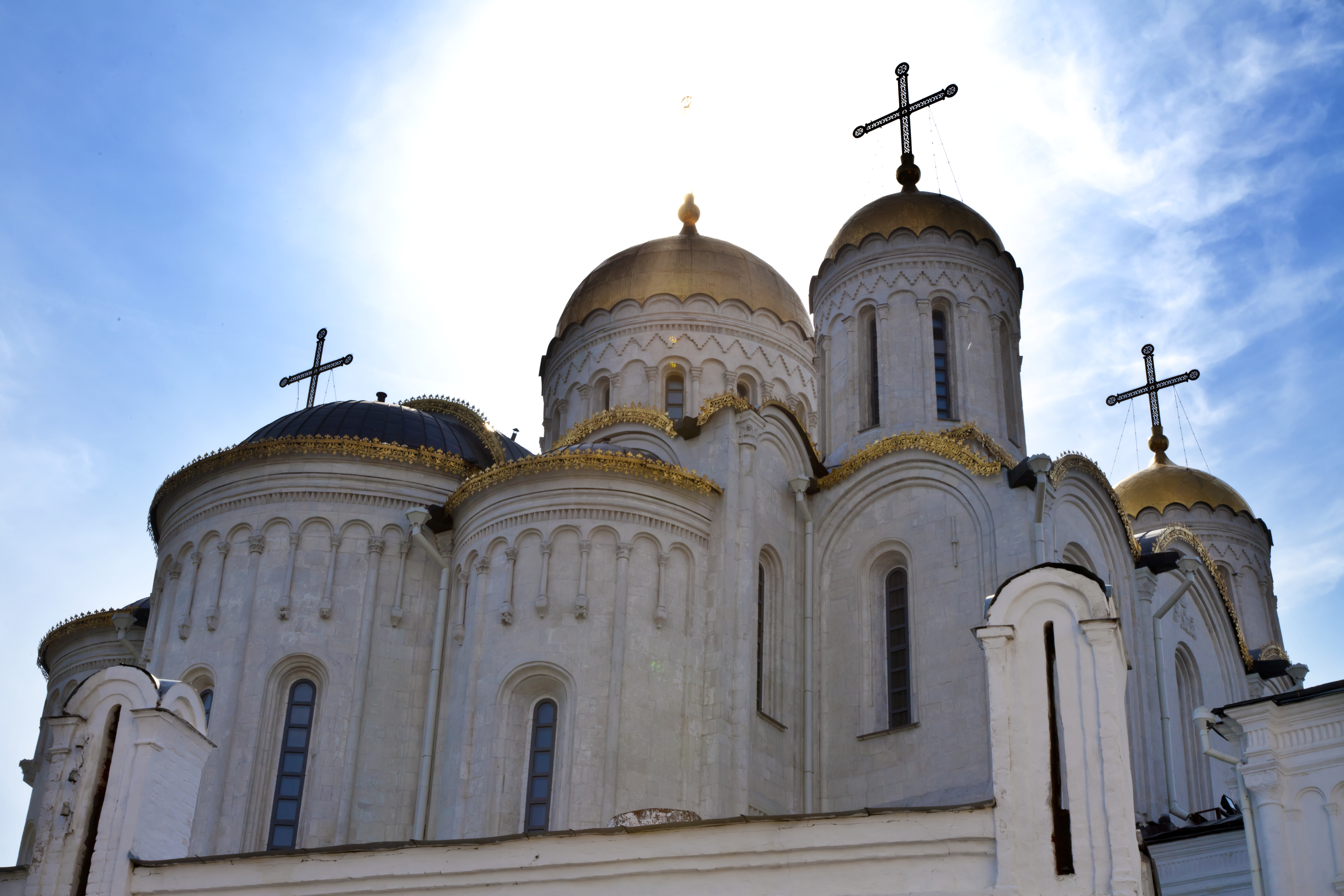
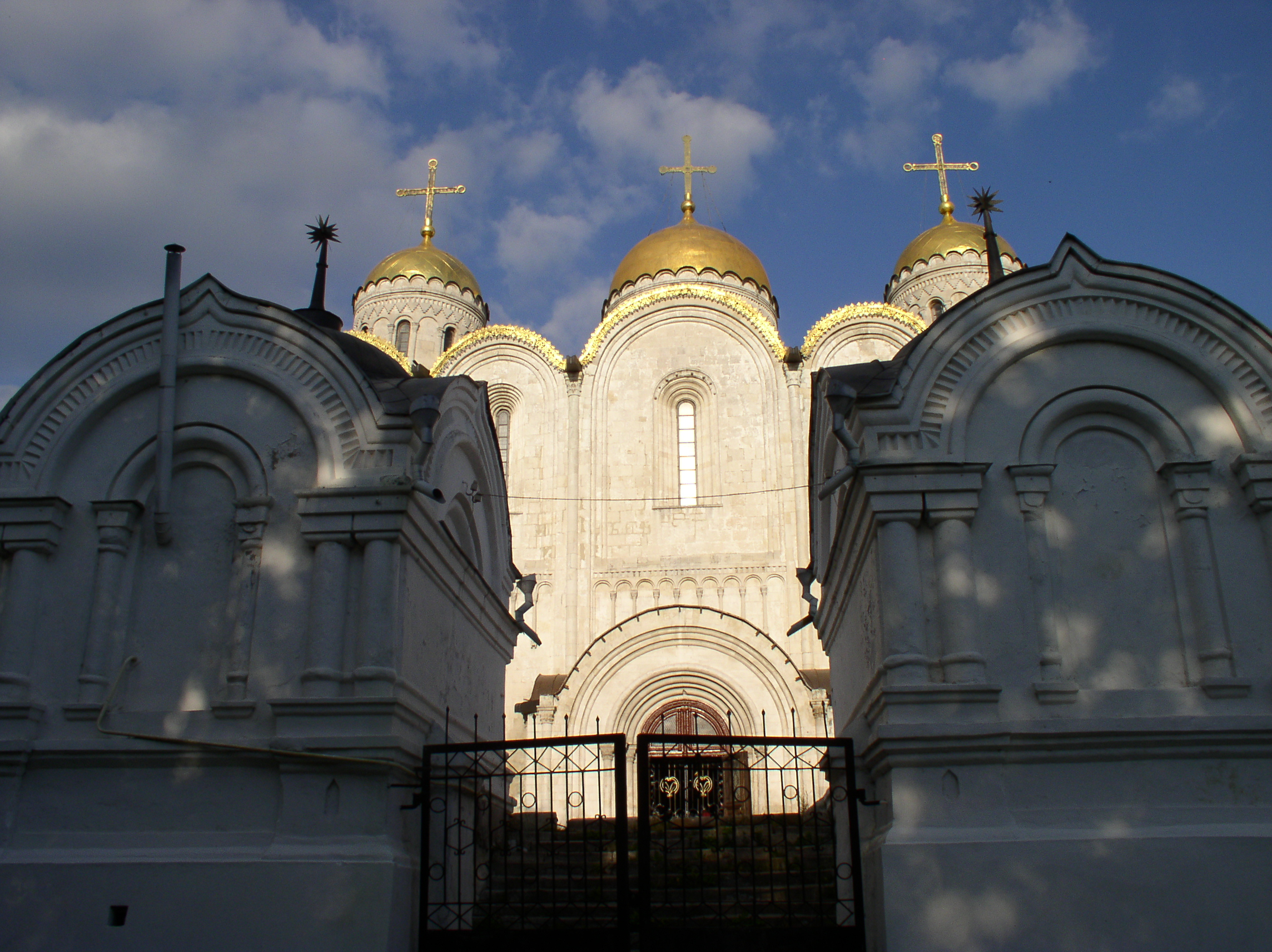
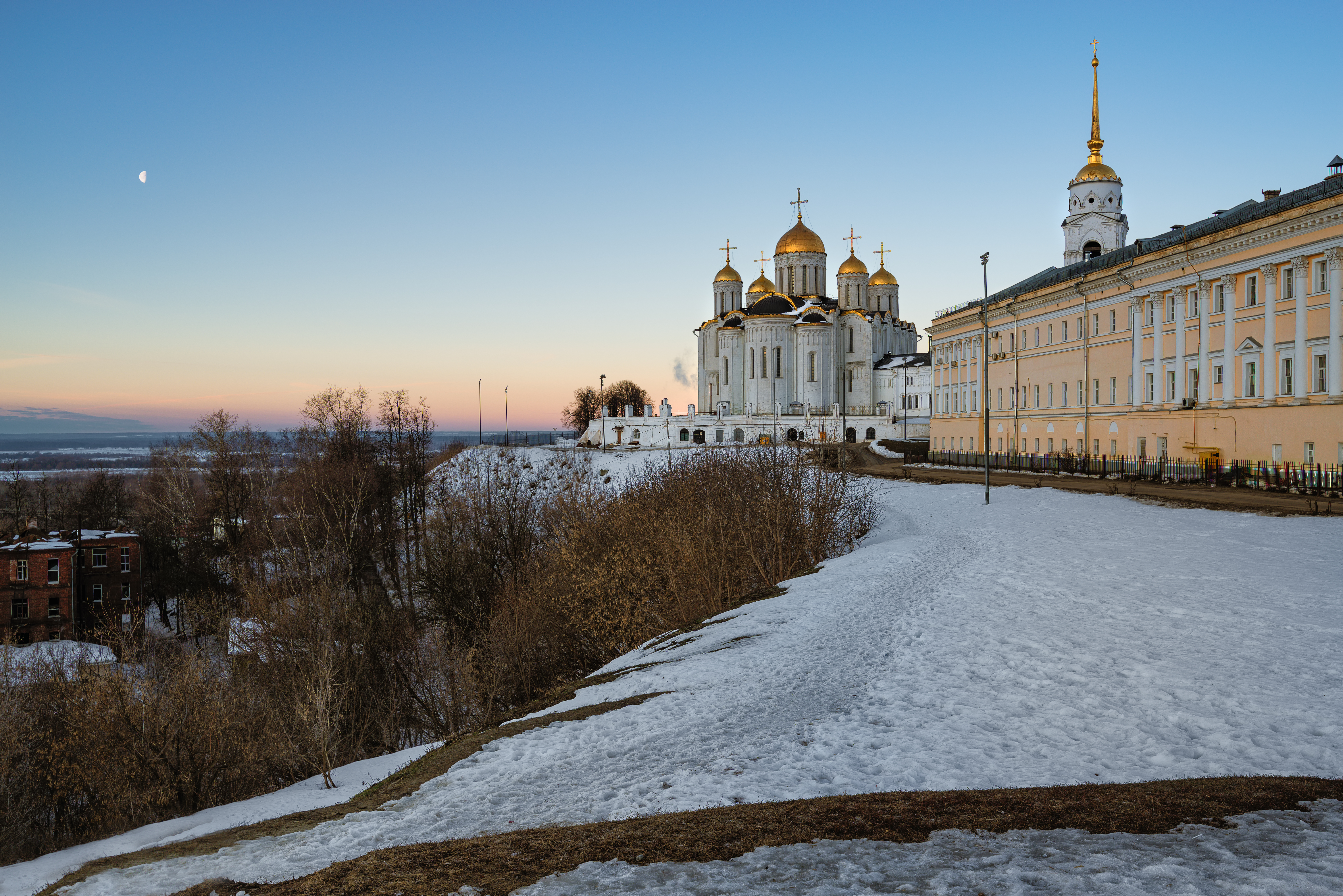

### Affreschi e icone di Andrej Rublëv

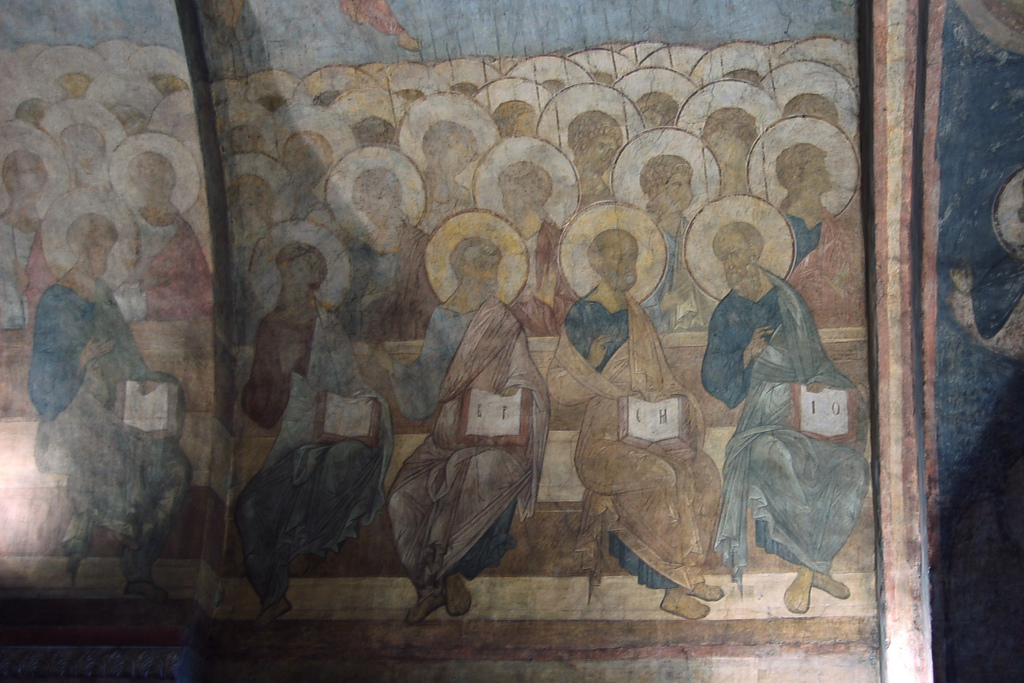
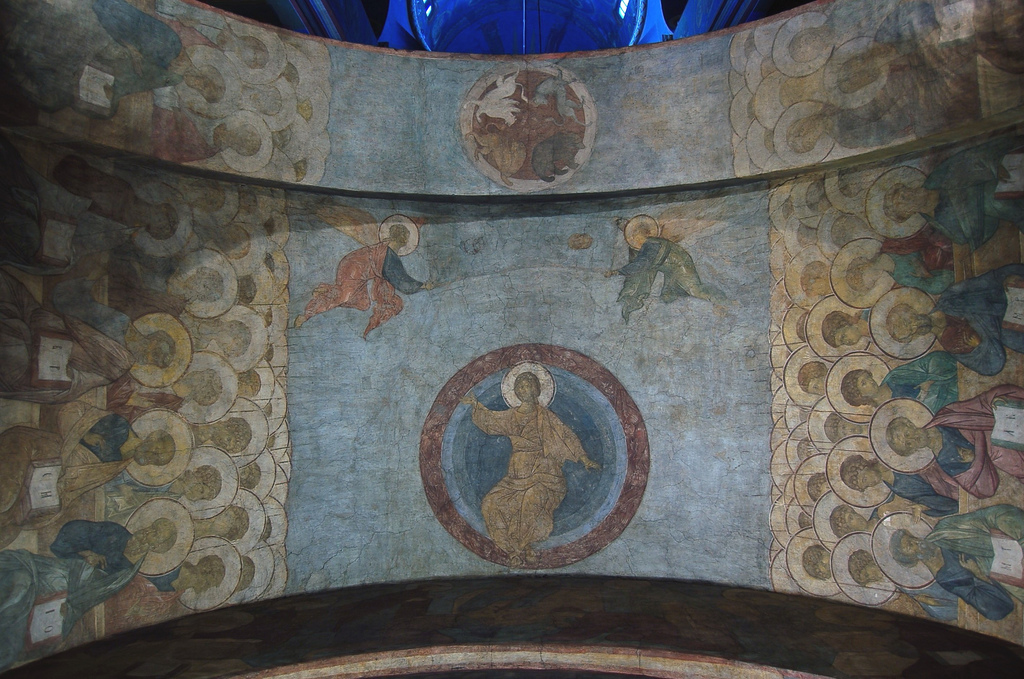
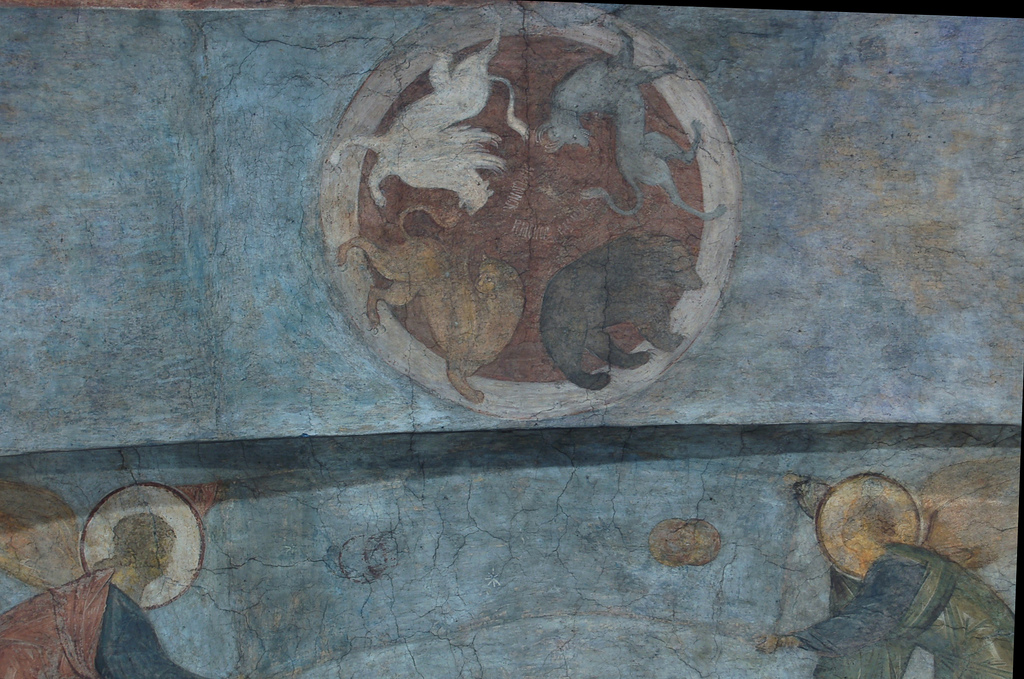
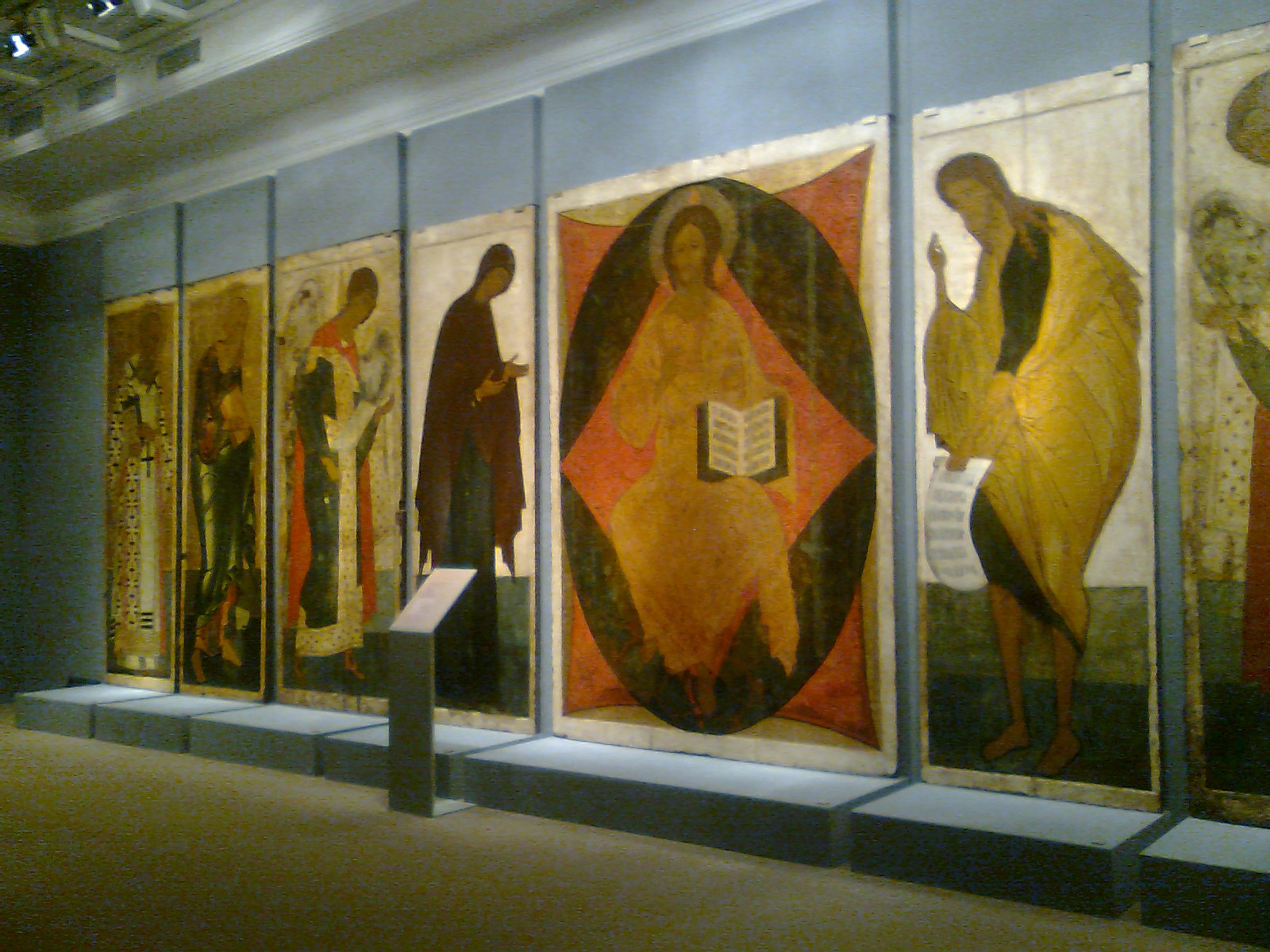
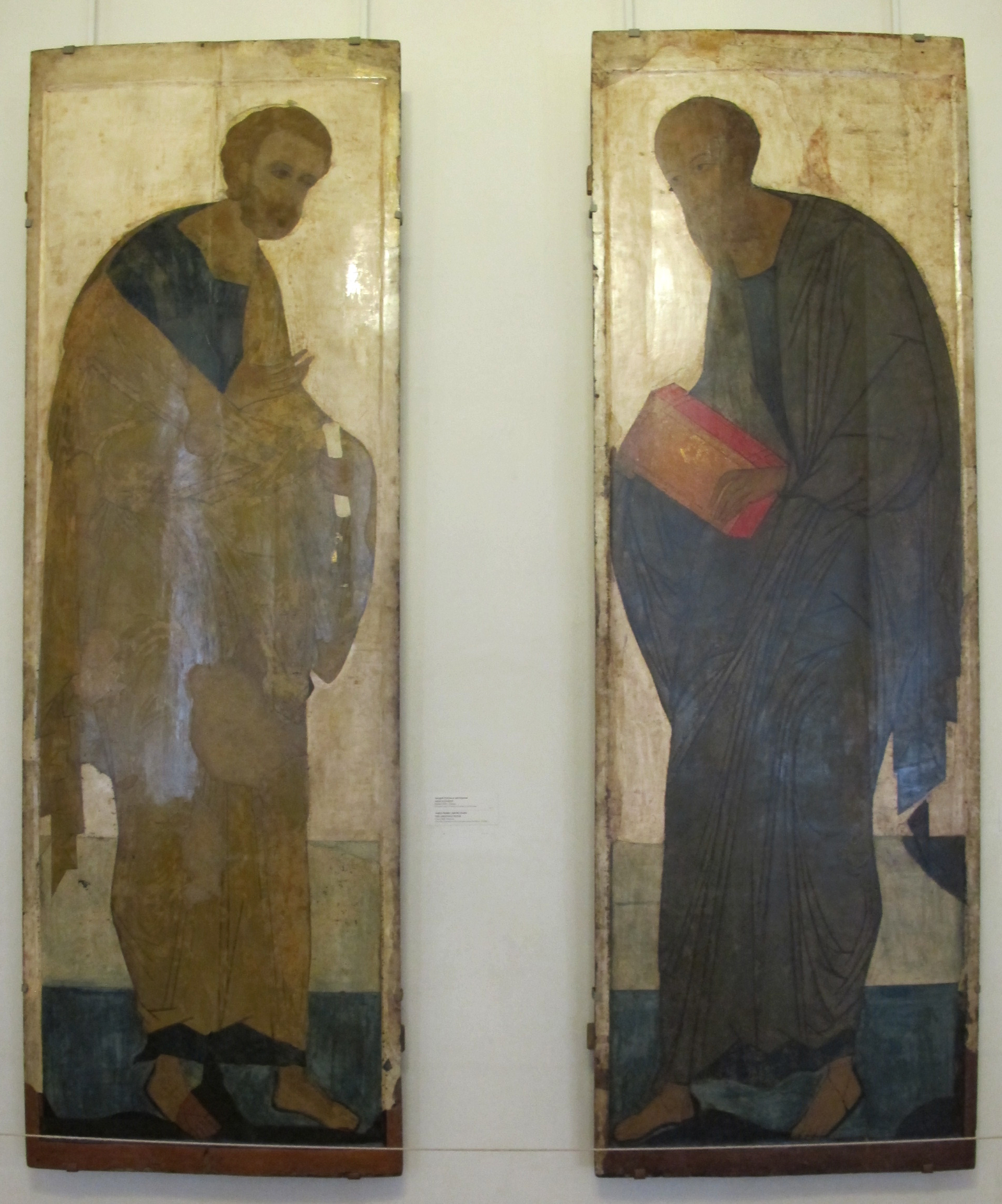